# Північна група армій НАТО

Північна група армій (ПГА) НАТО (англ. Northern Army Group, NORTHAG) — оперативно-стратегічне об'єднання ОВС НАТО на Центрально-Європейському театрі воєнних дій, що існувало в 1952—1993 рр. Зона відповідальності — від рубежу Геттінген (ФРН) — Льєж (Бельгія) на півдні до гирла Ельби та Нідерландів на півночі. В складі мала 4 армійські корпуси (Британський, Німецький, Бельгійський, Голландський), а також Французький і Американський в резерві. Штаб — в Райндален (Менхенгладбах, ФРН)

## Емблема
Емблемою ПівГА була франкська бойова сокира, як символ відсічі, даного західними європейцями навалам зі сходу — в 451 році римська армія, сили франків та інших західноєвропейських племен завдали поразки війську Аттіли в битві на Каталаунських полях, зупинивши вторгнення Гунів в Галлію.

## Структура
Структурно ПГА входила до складу Союзних Сил Центральної Європи (AFCENT), підпорядкованої Верховному командуванню Союзними Силами в Європі (SHAPE). Командувачем ПГА був британський генерал, командувач також Британської Армією на Рейні (BAOR). Начальником штабу був генерал-майор Бундесверу з Голландським або Бельгійським генералом як заступником.
Зоною відповідальності ПГА була обширна Північнонімецьку низовина на ділянці від гирла Ельби до Касселя. Північніше розташовувалися сили Об'єднаного командування сухопутних сил Шлезвіг-Гольдштейна і Ютландії (COMLANDJUT). Від Касселя до кордону з Австрією розташовувалася Центральна група армій НАТО (ЦЕНТАГ) у складі Американських та Німецьких військ.
На 1989 до складу ПГА входили наступні сили:
- Сили ПГА мирного часу
- 13-та бельгійська телекомунікаційна рота
- 28-й полк зв'язку (Королівський корпус зв'язку)
- 840-й німецький телекомунікаційний батальйон

- Голландська телекомунікаційна рота
- Телекомунікаційна рота ПГА (з вертолітним ескадрильєю), у складі якої служили солдати всіх чотирьох країн — ФРН, Британії, Бельгії та Голландії
- Британська армія на Рейні
- 10-й польовий ескадрон, Королівський інженерний корпус (24 FV432, 12 FV103 Spartan, 9 FV180)
- 40-ва група підтримки, Королівський інженерний корпус (24 FV432, 12 FV103 Spartan, 9 FV180)
- 12-та група Армійського повітряного корпусу
- 30-я інженерна бригада, Стаффорд, СБ.
- 71-й шотландський інженерний полк
- 72-й шотландський інженерний полк
- 73-й шотландський інженерний полк
- 74-й шотландський інженерний полк
- 75-й шотландський інженерний полк
- Королівський Монмутшірський інженерний полк

- 4-та група зв'язку
- 13-й полк зв'язку
- 14-й полк зв'язку (радіоелектронна боротьба)
- 16-й полк зв'язку
- 21-й полк зв'язку (організація авіапідтримки)
- 28-й полк зв'язку
- 11-та бригада зв'язку
- 31-й полк зв'язку
- 33-й полк зв'язку
- 35-й полк зв'язку
- Берлінська піхотна бригада, Берлін.
- Штаб бригади
- 229-й ескадрон зв'язку
- 1-й батальйон королівських Уельських фузілеров
- 1-й королівський полк
- 1-й батальйон легкої піхоти
- Brixmis (Британська військова місія при східній адміністрації Берліна)
- Ескадрон «С» 14-го / 20-го Його Величності королівських гусарів (18 Чифтен)
- 38-й польовий ескадрон Його Величності королівських гусарів
- 7-ма група Армійського повітряного корпусу (3 «Газель»)
- 46-та батарея ППО

1-й Голландський корпус
1-й Німецький корпус
1-й Британський корпус
1-й Бельгійський корпус
У резерві групи перебували:
3-й французький корпус
3-й американський корпус
Всі перераховані формування в мирний час підпорядковувалися збройним силам відповідних країн. У разі початку війни командування корпусами автоматично передавалося штабу ПГА.
Надання повітряної підтримки було покладено на друге об'єднане тактичне авіаційне командування (2 ATAF). У разі війни штаби ПГА і 2-го ОТАК переносилися в Об'єднаний оперативний центр в Маастріхті (Маастрихтський ООЦ). У 1983 році було розпочато будівництво Кастлегейтського постійного військового штабу в Лінніх, Німеччина, для заміни Маастрихтського ООЦ.

## Історія
Штаб ПГА був створений 1-го листопада 1952 Бад-Ейнхаузені, проте в 1954 перенесений в Райндален. Основою ПГА стала британська 21-ша група армій, яка зайняла під час Другої світової війни Північнонімецьку рівнину. ПГА відповідала за прикриття кордону ФРН від Гамбурга до Касселя. Основними її противниками були сили Групи радянських військ у Німеччині (ГСВГ), швидше за все — 2-га гвардійська танкова, 3-тя загальновійськова і 20-та гвардійська армії. В ході «Холодної війни» ця область стала вважатися однією з найбільш ймовірних шляхів вторгнення радянських танкових сил в Західну Європу, так як райони південніше за рахунок свого рельєфу погано підходили на цю роль. Іншим можливим шляхом вторгнення радянських військ був знаменитий «Фульдського коридор». У разі вторгнення по північнонімецькою рівнині передбачалося, що радянські війська будуть намагатися вийти в пониззя Рейну і Рур, а потім завдати удару на південь, оточивши основні сил ЦЕНТАГ.
Призначений командуючим ПГА в 1983 році сер Найджел Багналл закликав відмовитися від ідеї жорсткої оборони на кордоні з ГДР, висунувши натомість ідею стратегії «непозиційній оборони». Суть її полягала в допущенні прориву радянських танкових угруповань в центральні райони ФРН, після чого вони повинні були бути відрізані фланговими ударами і знищені.
Війська ПГА взяли участь у кризі в колишній Югославії наприкінці 1992. У листопаді 1992 силам ООН в Боснії і Герцеговині було додано близько сотні співробітників штабу групи, обладнання та матеріальна підтримка. ПГА і 2-е ОТАК були розформовані в 24 червня 1993.

## Цікаві факти
- Командувачем ПГА в 1965—1968 роках був сер Джон Хекетт, автор відомих романів від Третьої світової війни «Третя світова війна: серпень 1985» (1978) і її доповнення «Третя світова війна: нерозказана історія» (1982).
- Зіткненню радянського Першого Західного фронту і ПГА в ході Третьої світової війни присвячено роман Ральфа Пітерса «Червона армія».